# 피의 발렌타인
《피의 발렌타인》(영어: My Bloody Valentine)은 캐나다에서 제작된 조지 미할카 감독의 1981년 슬래셔 영화이다. 폴 켈먼 등이 출연하였고, 존 더닝 등이 제작에 참여하였다.
2009년 리메이크 영화 《블러디 발렌타인》이 개봉하였다.

## 출연
- 폴 켈먼
- 로리 할리에이
- 닐 애플렉
- 신시아 데일
- 돈 프랭크스
- 키스 나이트
- 앨프 험프리스
- 토머스 코백스
- 헬렌 우디
- 퍼트리샤 해밀턴
- 지나 딕
- 래리 레이놀즈
- 카를 마로트
- 잭 밴에버라
- 피터 카우퍼
- 존 맥도널드

## 기타 제작진
- 라인 제작: 밥 프레즈너
- 의상: 수전 홀